# ヌナビク

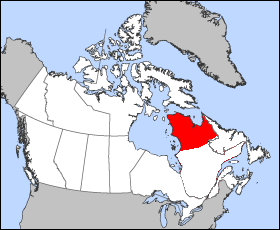
ヌナビク(Nunavik)

ヌナビク（ラテン文字表記：Nunavik、イヌクティトゥット語：ᓄᓇᕕᒃ）はカナダ、ケベック州の北部に位置するイヌイット居住地域で、北ケベック地方行政区の北半分。
ウンガバ半島の55度線以北の地域を占め、面積は443,684.71 km²に達する。全人口は11,627人(2006年)で、そのうち9割以上がイヌイットである。豊富な鉱物資源があるが、1975年のジェームズ湾・北ケベック協定により、このエリアを開発しようとする探鉱会社は、たとえ州政府の許可を得ている場合でも、地元の承認が必要。ヌナビクはイヌクティトゥット語の方言で「生きるための場所」を意味する。1912年まではノースウエスト準州のウンガバ地区に属した。

## 自治権獲得運動
1978年の北東ケベック協定により、大部分のヌナビクをカバーするカティビク地方政府が設立された。現在14の北方村落がこれに属している。ケベック州（50%）、連邦政府（25%）によって財政支援されている。その首府は最大の北方村落クージュアクで人口は2,132人(2006年)。
また同じく1978年の北東ケベック協定により、クージュアクに本社を置くマキヴィク社（Makivik Corporation、ᒪᑭᕝᕕᒃ ᑯᐊᐳᕇᓴᑦ）が現在、北ケベック地域のイヌイットの権益を代表する法定代理人となっている。イヌイットの自治権の拡大を主張しており、ヌナブト準州に属する島々の資源の利用権についても交渉している。さらにはヌナブト準州同様の準州（Territory）としての主権獲得要求をも行なっている。
近年、カナダ連邦政府、ケベック州政府とヌナビクは「ヌナビク地方政府」の設立を議論中である。カナダ政府とケベック州政府は地域の司法管轄は維持するものの、独自の内閣と議会を持ち教育や保健関連の行政サービスを行なう責任を持つ地方政府を設立する。地方政府は民族に関わらず設立されるもので、ヌナビクに居住する市民が参加する権利を持つ。設立後は現在のカティビク地方政府やカティビク教育委員会、ヌナビク保健社会サービス委員会などは新地方政府に移行する。またケベック州政府はヌナビク地域は人口は少ないものの、この地域を代表する連邦議会議席を設けるよう主張している。
2011年4月にヌナビク地方政府樹立の是非を問う住民投票が行なわれたが、結果は現状の案での設立には反対が約7割となり否決された。